# 西園寺公潔
西園寺 公潔（さいおんじ きんずみ）は、江戸時代後期の公卿。官位は従三位右近衛権中将。

## 経歴
もともとは皇族であったが、西園寺寛季の子の治季が早世したために、臣籍降下して寛季の養子となり、西園寺公潔として西園寺家を相続した。天保3年（1832年）に叙爵し、侍従・左近衛権少将・右近衛権中将をへて、天保7年（1836年）には従三位となり公卿に列したが、同年に19歳にして薨去した。西園寺家は治季の子の師季が相続した。

## 系譜
- 父：有栖川宮韶仁親王
- 母：家女房
- 養父：西園寺寛季
- 妻：不詳
  - 養子：西園寺師季（実父は養父の西園寺寛季）